# Johann Jeremias Kummer
Johann Jeremias Kummer (geboren 27. Februar 1785 in Erfurt; gestorben 26. Oktober 1859 ebenda) war ein deutscher Pädagoge und Schriftsteller.

## Leben
Johann Jeremias Kummer war Absolvent des Evangelischen Ratsgymnasiums Erfurt und studierte Theologie an der Universität Jena und an der Universität Halle. Er wurde 1817 Hilfsprediger in Erfurt und 1818 Gymnasiallehrer. Kummer engagierte sich in der Auswandererhilfe nach Südamerika.
Er übersetzte unter anderem Dramen von Corneille und schrieb Kinder- und Jugendliteratur.  
Im Kinderbuch Der kluge Quökelhahn macht der Protagonist eine Bildungsreise durch Deutschland und gründet zurückgekehrt eine Familie, die er mit moralischen Grundsätzen umsichtig durch die Wirrnisse der Zeit führt. Kummer führte das Buch weiter, es wurde postum neu illustriert herausgegeben.
Ere war Freimaurer der St. Johannis-Loge Carl zu den drei Adlern in Erfurt.

## Werke (Auswahl)

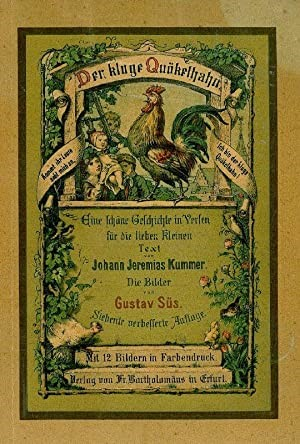
Der kluge Quökelhahn (1884)

- Der Thiere wunderbare Welt In schönen Fabeln aufgestellt für Groß u. Klein u. Jedermann, der's lesen u. verstehen kann. Flinzer, Gotha 1831.
- Der kluge Quökelhahn. Eine schöne Geschichte in Versen für die lieben Kleinen. 74 Seiten mit 12 Chromolithographien nach Aquarellen von Gustav Süs. Fr. Bartholomäus, ERfurt 1884 (zuerst 1832).
- Hrabina Pogorska (Gräfina Amberg) Modernes Trauerspiel in 5 Akten; nebst Prolog. Selbstverlag des Verfassers, Erfurt 1846.
- Qökels Schule : Fortsetzung des Klugen Qökelhahns. Selbstverlag des Verfassers, Erfurt 1848.
- Der arme Spatz. Fr. Bartholomäus, Erfurt 1850.
- Der schwarze Salomo oder Struwwelpeter der Zweite. Lustige Geschichten und drollige Bilder für Kinder. Illustrationen Carl August Schwerdgeburth. 1851.
- Kummer's Fabel-Buch. Der Thiere wunderbare Welt, in schönen Fabel aufgestellt, für Groß und Klein und Jedermann, der’s lesen und verstehen kann. Fr. Bartholomäus, G. W. Körner, Erfurt o. J. (um 1862), Digitalisat MDZ.

Libretti
- Die Verklärung des Herrn. Grosses Oratorium nach Johann Jeremias Kummer von Friedrich Ludwig. In Musik gesetzt von Friedrich Kühmstedt. Leipzig und Erfurt, o. J. (um 1840), Digitalisat MDZ.

Übersetzungen
- Pierre Corneille: Der Cid. Tragödie, frei bearbeitet von J. J. Kummer, Hennings’sche Buchhandlung, Gotha 1825, Digitalisat MDZ.
- Perre Corneille: Die Horazier. Tragödie, frei bearbeitet von J. J. Kummer, Hennings’sche Buchhandlung, Gotha 1825, Digitalisat MDZ.
- Testament Friedrichs des Großen oder Epistel aus Erfurt 1757 an den Marquis d'Argens. Einleitung, Urschrift und Uebersetzung. Eine Vorlesung von Johann Jeremias Kummer, Prediger, Verfasser des Klugen Qökelhahns. Selbstverlag des Verfassers, Erfurt 1854.